# Охаба-Форгачи (Тимиш)
Охаба-Форгачи (рум. Ohaba-Forgaci) насеље је у Румунији у округу Тимиш у општини Болдур. Oпштина се налази на надморској висини од 106 m.

## Прошлост
По "Румунској енциклопедији" јавља се насеље 1442. године под краљем Ласлом. Име "Форгачи" добија много касније, по окружном саветнику Антону Форгачу. Назив је измењен да би се разликовало то место од других Охаба.
Аустријски царски ревизор Ерлер је 1774. године констатовао да место припада округу и дистрикту Лугож. Становништво је било претежно влашко. Када је 1797. године пописан православни клир ту су била три свештеника. Пароси, поп Јован Белч (1773) и поп Марјан Констатиновић (1790) те капелан поп Паску Мартиновић (1797) служили су се само румунским језиком.
Међу знамените мештане спада песник и публициста Николаје Сарбу (Србин) рођ. 1945. године.

## Становништво
Према подацима из 2002. године у насељу је живело 799 становника, од којих су сви румунске националности.